# Jean-Pierre Humblot
Pour les articles homonymes, voir Humblot.
Jean-Pierre Humblot est une personnalité française de Nancy, né en 16 mai 1940 à Cousances-les-Forges (Meuse) et mort assassiné en 1er août 2003 pour des motifs homophobes et transphobes.
Personnalité nancéienne, travesti, il gère durant les années 1970 et 1980 Le Bénélux dans le quartier de la Pépinière. Le 1er août 2003, il est noyé dans le canal de la Marne au Rhin par deux adolescents. Les auteurs du meurtre sont condamnés en 2009 à cinq ans de prison, dont trois ferme.
La mémoire de « Jeannot » est perpétuée depuis par les associations LGBT locales. Une stèle apposée en 2005 lui rend hommage sur les berges du canal.

## Biographie
Jean-Pierre Humblot naît le 16 mai 1940 à Cousances-les-Forges, village de la Meuse à proximité de Saint-Dizier,.
Il s'installe ensuite à Nancy, chef-lieu de Meurthe-et-Moselle. Aux côtés de sa mère, il gère le restaurant Le Bénélux, rue Gustave-Simon, de 1969 à 1984, où il devient une figure de la vie locale. « Jeannot » se fait remarquer par ses tenues travesties, son maquillage, ses boas,, qu'il continue à porter dans sa vie quotidienne. Il habite longtemps le quartier de la Pépinière avant de déménager près du parc de Sainte-Marie, mais continue de fréquenter son ancien quartier.
Il est inhumé au cimetière du Sud, à Nancy.
Six ans après sa mort, sa sœur rapporte que Jean-Pierre Humblot avait souhaité entamer une transition au cours des années 1970, mais qu'il « avait finalement décidé de vivre librement son identité en raison de l'accueil indigne que lui avaient réservé les équipes médicales qu'il avait consultées »,.

## Meurtre
Durant l'année 2003, la ville de Nancy est marquée par une série d'attaques homophobes, qui se déroulent en bordure du canal de la Marne au Rhin, lieu de drague gay car isolé. Suivant le même mode opératoire, un groupe de jeunes approche un homme et lui demande une cigarette. Si sa manière de répondre correspond à leurs stéréotypes sur l'homosexualité, la victime est frappée, insultée, fouillée et volée. Entre mars et juillet 2003, trois hommes survivent à des tentatives de noyade,, mais les agresseurs ne sont jusque-là pas inquiétés par la police.
Le 1er août 2003, à 23 h 30, alors qu'il se trouvait sur le chemin de halage, Jean-Pierre Humblot est abordé par deux jeunes hommes âgés de 16 ans. Il est passé à tabac avant d'être jeté à l'eau. Malgré ses appels à l'aide — il ne sait pas nager —, ses agresseurs repartent en scooter. Il décède avant que les pompiers, prévenus par un témoin, ne puissent le secourir.
Interpellés rapidement, les deux agresseurs sont condamnés en 2007 par la cour d'assises des mineurs de Meurthe-et-Moselle, à cinq ans de prison, dont trois ferme, pour « violences volontaires ayant entraîné la mort sans intention de la donner, avec préméditation, en réunion et en raison de l'orientation sexuelle de la victime »,. Trois autres victimes, la sœur de Jean-Pierre Humblot et la Ligue des droits de l'homme se portent partie civile,. Les auteurs de faits reconnaissent faire partie d'un groupe de jeunes ayant l'habitude d'agresser des homosexuels « pour s'amuser ». La condamnation est confirmée en appel,.

## Mémoire
La mort de Jean-Pierre Humblot, qui suscite une émotion dans la presse locale, est une des rares affaires d'agressions transphobes médiatisées en France au cours des années 2000, mais n'est observée que sous l'angle de l'homophobie. Deux ans après, Mylène, femme trans âgée de 38 ans, est retrouvée morte à Marseille.
Les associations LGBT nancéiennes et les proches de Jean-Pierre Humblot, organisent chaque année, à partir de 2004, un hommage sur le lieu du crime, avec la participation de la mairie,. Une stèle en bois est apposée en 2005 par la mairie, à la demande de l'association Homonyme. Régulièrement vandalisée, la stèle est gravée en 2008 d'une croix gammée et la plaque décrochée. Une nouvelle stèle de granit est inaugurée par la mairie le 7 mai 2009, à l'occasion de la journée mondiale contre l'homophobie et la transphobie, mais reste souvent dégradée,,.
Une salle de réunion Jean-Pierre Humblot est inaugurée en 2012 au sein du local de l'association Équinoxe Lorraine, centre LGBTI de Lorraine-Sud,.
Le combat pour la mémoire de Jean-Pierre Humblot est notamment mené par sa sœur Simone Monvoisin, jusqu'à son décès en 2012,. Un site web dédié à sa mémoire est inauguré le 1er août 2017 par Patrick Roberstein, ancien président de l'association Équinoxe Lorraine,.